# Ohrdruf
Ohrdruf är en liten stad i Thüringen i Tyskland. Staden ingår i förvaltningsområdet Ohrdruf tillsammans med kommunen Luisenthal.

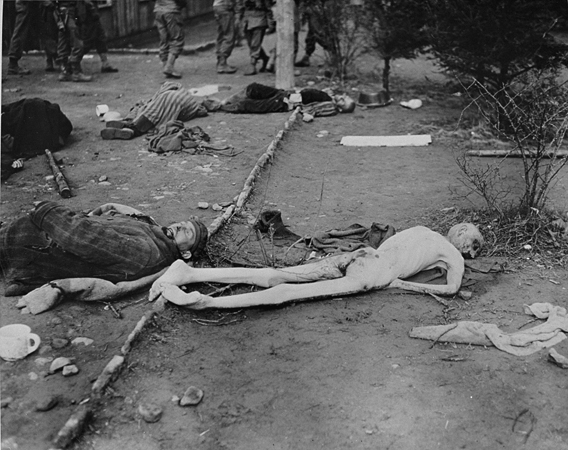
Tvångsarbetslägret Ohrdruf i början av april 1945

## Historia
I närheten av Ohrdruf inrättade nazisterna i november 1944 ett tvångsarbetsläger, som var ett satellitläger till det betydligt större lägret Buchenwald. Lägret befriades av amerikanska trupper den 4 april 1945 och den 12 april besökte generalerna Dwight D. Eisenhower, George S. Patton och Omar Bradley lägret. Eisenhower sade att han med egna ögon ville se nazisternas illgärningar.